# Julius Gschaider
 Julius Gschaider  (* 8. Mai 1878 in Steyr, Oberösterreich; † 31. Juli 1963 ebenda) war ein österreichischer Kaufmann und Politiker.
Gschaider stammt aus einer wohlhabenden Großkaufmannsfamilie, sein Vater war auch Vizebürgermeister von Steyr. Julius studierte einige Semester Chemie und war dann einige Zeit bei einer Importfirma in Triest beschäftigt. 1904 heiratete er, aus der Ehe stammen drei Kinder. Während seines Studiums wurde er 1898 Mitglied der Wiener akademischen Burschenschaft Gothia.
Im Jahre 1911 wurde er Vizebürgermeister, von 1912 bis 1919 war er Bürgermeister von Steyr. Er hat sich um der Errichtung der Handelsschule, des Krankenhauses und der Wasser- und Elektrizitätsversorgung verdient gemacht. In den Jahren 1918/1919 war Gschaider für die Deutschnationale Partei Mitglied der Provisorischen Landesversammlung Oberösterreich.
Die Vereinigung alter Burschenschafter Steyr ernannte Gschaider zum Ehrenvorsitzenden.